# Rudolf Nemec
Rudolf Nemec (17. července 1934 – 7. března 2018) byl slovenský vysokoškolský pedagog a bývalý politik, po sametové revoluci československý poslanec Sněmovny národů za HZDS.

## Biografie
V roce 1987 se uváděl jako ředitel imunochemického a imunibiologického oddělení Parazitologického oddělení Univerzity Komenského. Angažuje se ve sportovním oddílu Slavia Medik při Lékařské fakultě Univerzity Komenského. Ve volbách roku 1992 zasedl do slovenské části Sněmovny národů za HZDS. Ve Federálním shromáždění setrval do zániku Československa v prosinci 1992. Uváděl se bytem Bratislava.